# Cortodera pumila
Cortodera pumila — вид жесткокрылых из семейства усачей.

## Описание
Жук длиной от 6,5 до 11 мм, имеет чёрную окраску; рот усики, конец брюшка, ноги, крове средних и задних бёдер, красновато-жёлтые, надкрылья бледно-буровато-жёлтые, часто затемнённые по шву и на боках. Второй членик усиков почти в два раза длиннее своей ширины. Переднеспинка в густых лежачих волосках.

## Подвиды
- Cortodera pumila crataegi Holzschuh, 1986
- Cortodera pumila pumila Ganglbauer, 1881